# Astyanacinus
Astyanacinus és un gènere de peixos de la família dels caràcids i de l'ordre dels caraciformes.

## Taxonomia
- Astyanacinus goyanensis (Miranda-Riberio, 1944)[2]
- Astyanacinus moorii (Boulenger, 1892)[3]
- Astyanacinus multidens (Pearson, 1924)[4]
- Astyanacinus platensis (Messner, 1962)[5][6][7][8][9][10][11][12]